# Allegan
Allegan é uma cidade localizada no estado americano de Michigan, no Condado de Allegan.

## Demografia
Segundo o censo americano de 2000, a sua população era de 4838 habitantes. 
Em 2006, foi estimada uma população de 4924, um aumento de 86 (1.8%).

## Geografia
De acordo com o United States Census Bureau tem uma área de 
11,2 km², dos quais 9,9 km² cobertos por terra e 1,3 km² cobertos por água. Allegan localiza-se a aproximadamente 216 m acima do nível do mar.

## Localidades na vizinhança
O diagrama seguinte representa as localidades num raio de 20 km ao redor de Allegan. 